# Uccelli stanziali
Gli uccelli stanziali sono quei volatili che per tutto il periodo dell'anno rimangono sempre nella stessa zona, poiché i cambiamenti di clima, e di stagione, non fanno variare in modo significativo la quantità e la qualità di cibo, e quindi non si rende necessario uno spostamento verso zone più ricche di cibo, o comunque con clima più mite.